# Hilara tupinamba
Hilara tupinamba är en tvåvingeart som beskrevs av Smith 1962. Hilara tupinamba ingår i släktet Hilara och familjen dansflugor. Inga underarter finns listade i Catalogue of Life.